# 东洋电机制造

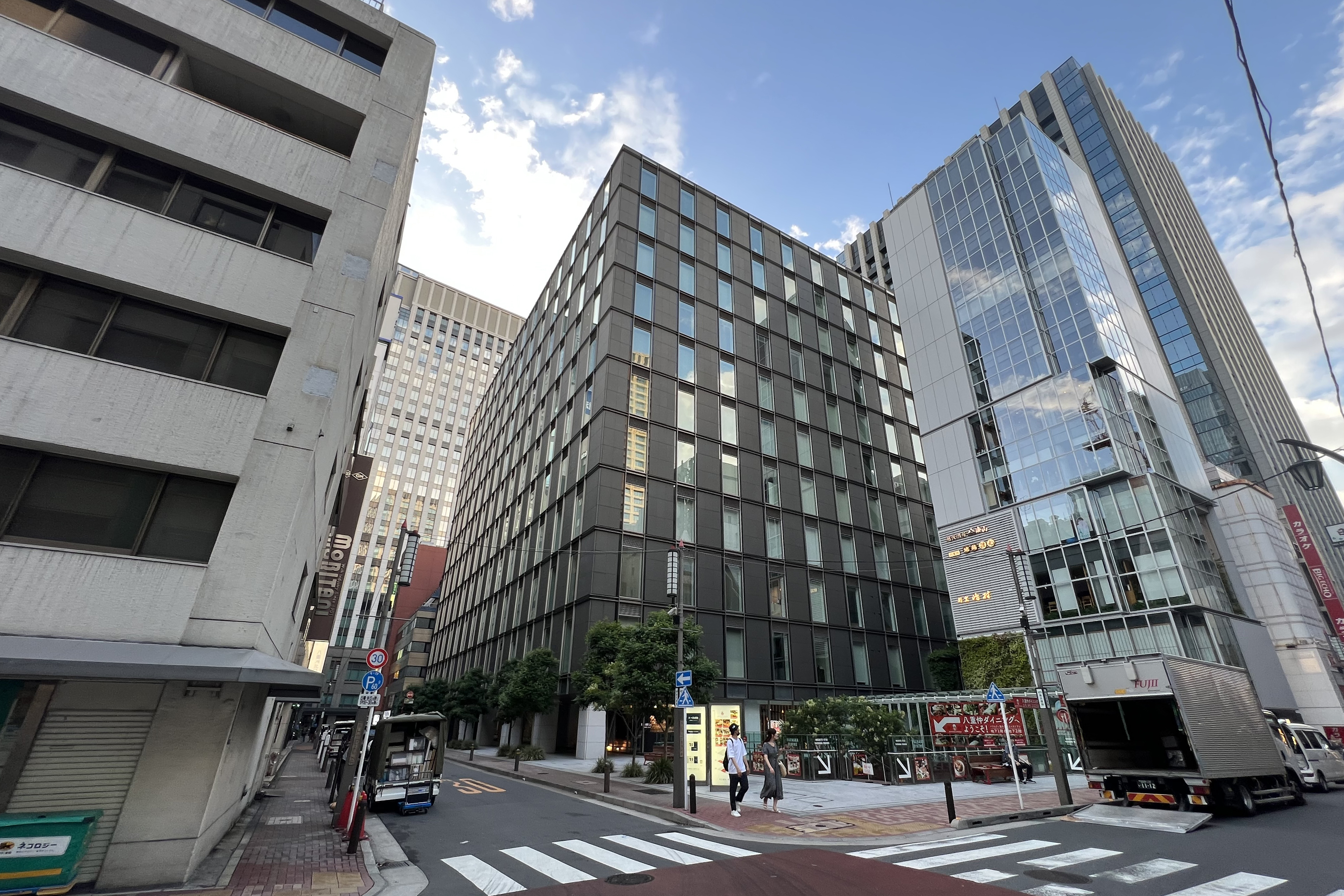
公司总部所在的东京建物八重洲大厦

东洋电机制造股份有限公司（日语：東洋電機製造株式会社）是日本一家从事铁路车辆电气设备和工业生产设备等电气机械生产的公司。 该公司通常被称为东洋电机，但有时也被称为东洋电机制造，以区别于其他同名公司。 该公司在目前已在东京证券交易所第一部上市（股票代码：6505）。
在日本许多列车下方的设备舱和受电弓的底部，经常可以看到该公司的现用商标（称为东洋电机）与旧的标志（与现在的东洋电机标志一起使用）。
该公司为日本企业联盟「绿植会」的会员企业之一。
该公司与爱知县的东洋电机与兵库县丹波市的三菱电机下属的东洋电机（现在的三菱电机社会基础设施设备有限公司）在资金和人才等方面没有任何关系。

## 企业历史
该公司由时任石川岛造船厂和机械厂（今石川岛播磨重工业）的总裁和京阪电气铁道的官员渡边义和建立，目的是在日本国内与英国的德克公司（1920年改名为英国通用电气公司，后并入阿尔斯通股份公司）开始技术合作生产机车车辆电气设备。该公司的成立是由于第一次世界大战造成的进口产品短缺、特别是来自欧洲的产品，以及战争造成的经济繁荣。
此时，芝浦制作所（今东芝电器）已经与美国通用电气公司建立了伙伴关系，三菱电机则于1923年和美国西屋电气形成了技术伙伴关系。
- 1917年12月19日--公司的创始办公室在位于东京都麹町区内幸町的德克公司东京分部成立。
- 1918年6月20日--公司正式成立。 该公司的资本为300万日元，第一任总裁是渡边嘉一，总部位于东京都麹町区内幸町1-4号。
- 1918年6月27日--与德克公司签订了 "生产和销售牵引电机、控制器和配件的权利转让合同"。 合同的期限是十年。
- 1919年--横滨工厂开始运营（搬迁前，工厂位于天王町和西横滨之间的JR轨道附近）。
- 1920年 - 第一批产品——DB-1 型直接控制器和 DK-9C 型牵引电动机（功率50 HP）正式交付给京阪电气铁道。 这两种产品都是根据德克公司的图纸制作的。
- 1921年 - 向阪神急行电铁（今阪急电铁）交付了21台日本最早的受电弓（A型），是基于GE图纸的仿制品。
- 1923年--向铁道省交付了第一台火车用牵引电动机（MT-10 型，功率150 HP）。
- 1924年--与日立制作所、芝浦制作所和三菱电机联合为铁道省设计 MT-15 型标准列车用牵引电动机。
- 1926年--向京成电铁交付了日本第一个铁路用“电动凸轮轴式控制器”。
- 1928年8月--与英国通用电气公司的合作协议延长10年。
- 1932年--向京阪电铁的京津线提供了日本第一个用于再生制动的双绕组换向器电机和直接控制器。
- 1934年--接到铁道省的第一个电力机车整车订单。
- 1938年8月--与英国通用电气公司的合作协议被终止。
- 1949年--公司在东京证券交易所上市。
- 1953年--开发出电机空心轴联轴节驱动装置，并交付给京阪电铁。 第二年开发了世界上第一个用于窄轨的带柔性板接头的电机空心轴联轴节驱动装置，并交付给南海电气铁道和名古屋铁道。
- 1957年--日本国有铁道的国铁101系电车采用了挠性板连接型电机空心轴平行万向节驱动装置。 此后该驱动系统成为日本铁路公司列车的标准系统。
- 1958年--日本第一台带补偿绕组的牵引电动机被交付给南海电气铁道的高野线。
- 1961年--因宣布“开发彩色电视”而爆发了一场丑闻。 第二年，该公司被调查并被起诉（东洋电机彩电案（日语：東洋電機カラーテレビ事件））。
- 1968年--世界上第一个大规模生产的汽车用逆变器完成。
- 1969年--开发了挠性板联轴节驱动装置，并将其交付给京王帝都电铁（今京王电铁）。
- 1972年--开发了世界上第一台完全无刷的电动发电机。
- 1986年 - 制造了世界上第一个用于批量控制8台电动机的VVVF牵引逆变器控制系统。 该系统首先被引进到东急电铁7600系电车中。
- 1988年 - 开发了世界上第一个用于8台电动机的热管冷却式VVVF牵引逆变器控制系统。该系统首先被引进到东急电铁1000系电车中，同年用于埼玉世博会HSST的直线电动机也已经交付。
- 2003年10月，湘潭电机与东洋电机制造成立合资公司湖南湘电东洋电气有限公司[1]，该合资公司后于2021年8月24日自行注销。
- 2008年--公司收到日本电产通过投标提出的收购要约，但由于工会的反对而最终放弃。
- 2011年--与丰田自动织机结成资本商业联盟。
- 2016年--新设计的用于超低地板电车的鼓形齿联轴节驱动装置已经开发完成。该系统首先被引进到鹿儿岛市交通局7500系电车中。
- 2018年--收到东日本旅客铁道（JR东日本）的订单，被要求提供超导飞轮储能系统，用于铁路的示范测试。